# Paul Van den Berghe
Pour les articles homonymes, voir Van den Bergh.
Paul Van den Berghe, né à Grammont (Belgique) le 7 janvier 1933, est un prélat belge, évêque d'Anvers de 1980 à 2008.

## Biographie
Paul Van den Berghe fait ses humanités classiques au collège Sainte-Catherine de Grammont. Après une licence en philosophie thomiste, il est ordonné prêtre le 15 juin 1957. Il obtient un doctorat en théologie en 1961 puis devient professeur d'exégèse au grand séminaire de Gand, et il joue un rôle moteur à l'institut supérieur des études religieuses. Il est pendant longtemps secrétaire de rédaction de la revue Collationes, revue en flamand de théologie et de pastorale. Il contribue notamment à l'exégèse du Nouveau Testament.
Le 7 juillet 1980, Jean-Paul II le nomme évêque d'Anvers. Il est consacré le 7 septembre suivant. Il prend pour devise « Libertati nos liberavit » de l'épître aux Galates. Il est responsable du conseil pastoral interdiocésain pour la conférence des évêques.
Il démissionne pour raison d'âge le 28 octobre 2008. Johan Bonny lui succède.